# Amolops archotaphus
Amolops archotaphus är en groddjursart som först beskrevs av Robert F. Inger och Tanya Chan-ard 1997.  Amolops archotaphus ingår i släktet Amolops och familjen egentliga grodor. IUCN kategoriserar arten globalt som livskraftig. Inga underarter finns listade i Catalogue of Life.